# Rubus schleicheriformis
Rubus schleicheriformis är en rosväxtart som beskrevs av W.Jansen. Rubus schleicheriformis ingår i släktet rubusar, och familjen rosväxter. Inga underarter finns listade i Catalogue of Life.